# Нинкаси
Нинкаси е шумерска богиня от шумеро-акадската митология, покровителка на бирата и пивоварството.
Нинкаси е дъщеря на шумерския бог на водите Енки и неговата съпруга и богиня на земята Нинхурсаг. Ранните шумерски текстове съдържат препратки към бирата, а химнът, посветен на богинята Нинкаси, служи едновременно за молитва и като метод за запомняне на рецептата за производство на бира, предавана по този начин от поколение на поколение.